# Casa Miller

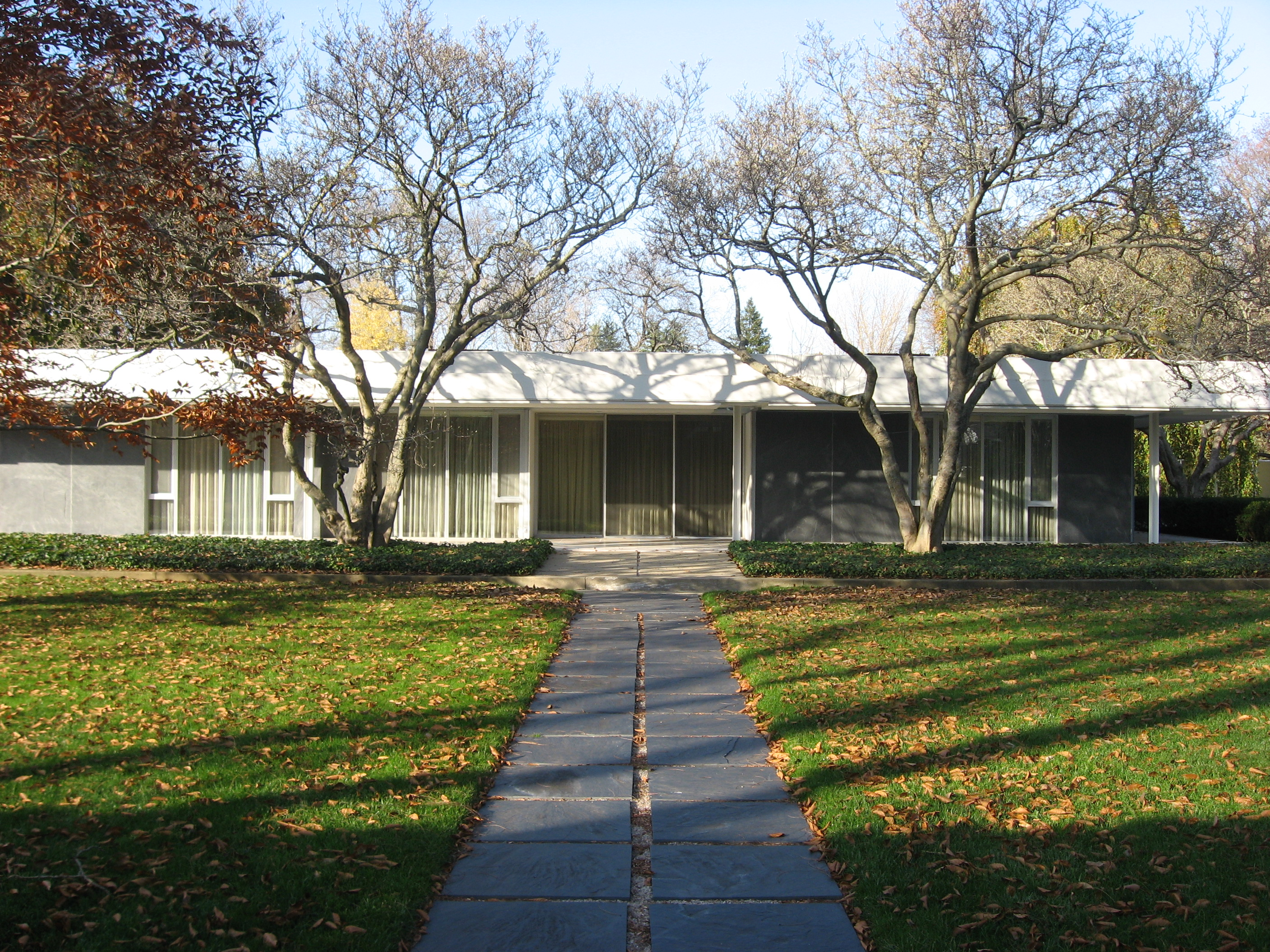
Fachada sur de la casa Miller

La casa Miller (en inglés: Miller House), es una casa moderna de mediados de siglo XX diseñada por Eero Saarinen y ubicada en Columbus, Indiana, Estados Unidos. Está considerada como uno de los mejores ejemplos de arquitectura residencial del Movimiento Moderno de Estados Unidos, junto con Casa de la cascada de Frank Lloyd Wright, las Casa de cristal de Phillip Johnson y la Casa Farnsworth de Mies van der Rohe. Además de Saarinen colaboraron en ella el diseñador Alexander Girard y el arquitecto paisajista Dan Kiley.

## Historia
La residencia, encargada por el industrial J. Irwin Miller y su esposa Xenia Simons Miller en 1953, ahora es propiedad de Newfields. Miller financió la construcción de varios edificios de estilo moderno en Columbus. El diseño y la construcción de Miller House tomó cuatro años y se completó en 1957. La casa fue declarada Monumento Histórico Nacional en 2000. La familia Miller fue propietaria de la casa hasta 2008, cuando murió Xenia Miller, la última residente de la casa.
En 2009, la casa y los jardines, junto con muchos de los muebles originales, fueron donados al Museo de Arte de Indianápolis por miembros de la familia Miller. Además de Eero Saarinen, la casa y los jardines exhiben el trabajo del diseñador de interiores Alexander Girard, el arquitecto paisajista Dan Kiley, y el asociado principal de diseño en la oficina de Saarinen, Kevin Roche.

## Arquitectura
Como amigo de J. Irwin y Xenia Miller, Eero Saarinen había diseñado primero una casa de verano en la región de Muskoka de Ontario para la familia y luego se le pidió que conceptualizara y construyera la Casa Miller en Columbus. La casa Miller estaba destinada a ser una residencia durante todo el año, en lugar de solo una casa de vacaciones. Los Miller querían un hogar en el que pudieran entretener a los jefes de Estado y a los magnates amigos suyos. Con aproximadamente 6838 pies cuadrados, la Casa Miller es una de las pocas casas unifamiliares que diseñó Saarinen.
La Casa Miller retoma elementos de la tradición moderna desarrollada por Ludwig Mies van der Rohe con su diseño abierto y fluido, techo plano y paredes de piedra y vidrio. Dentro del interior, cuatro áreas no públicas se ramifican desde un espacio central. Estas incluyen habitaciones para padres, hijos, invitados y sirvientes, y áreas utilitarias (cocina y lavandería). El plan evita una organización axial convencional, en cambio, desplaza la jerarquía de las habitaciones con una disposición más igualitaria y funcional. La geometría del plano de la casa es similar a la Villa Rotunda del siglo XVI de Andrea Palladio, en su organización de habitaciones en torno a un espacio central.
Un patrón de rejilla de tragaluces, sostenido por un conjunto de dieciséis columnas de acero cruciformes independientes, demuestra preocupación por la interacción de luces y sombras. Una chimenea cilíndrica, una pared de almacenamiento de 50 pies de largo y el pozo de conversación hundido son elementos clave del diseño moderno del espacio central.
La casa terminada fue fotografiada en 1958 por Ezra Stoller para un artículo que apareció en The Architecture Forum. Los Miller hicieron cambios menores, como eliminar una pared interior para ampliar una habitación de invitados.

## Diseño de interiores

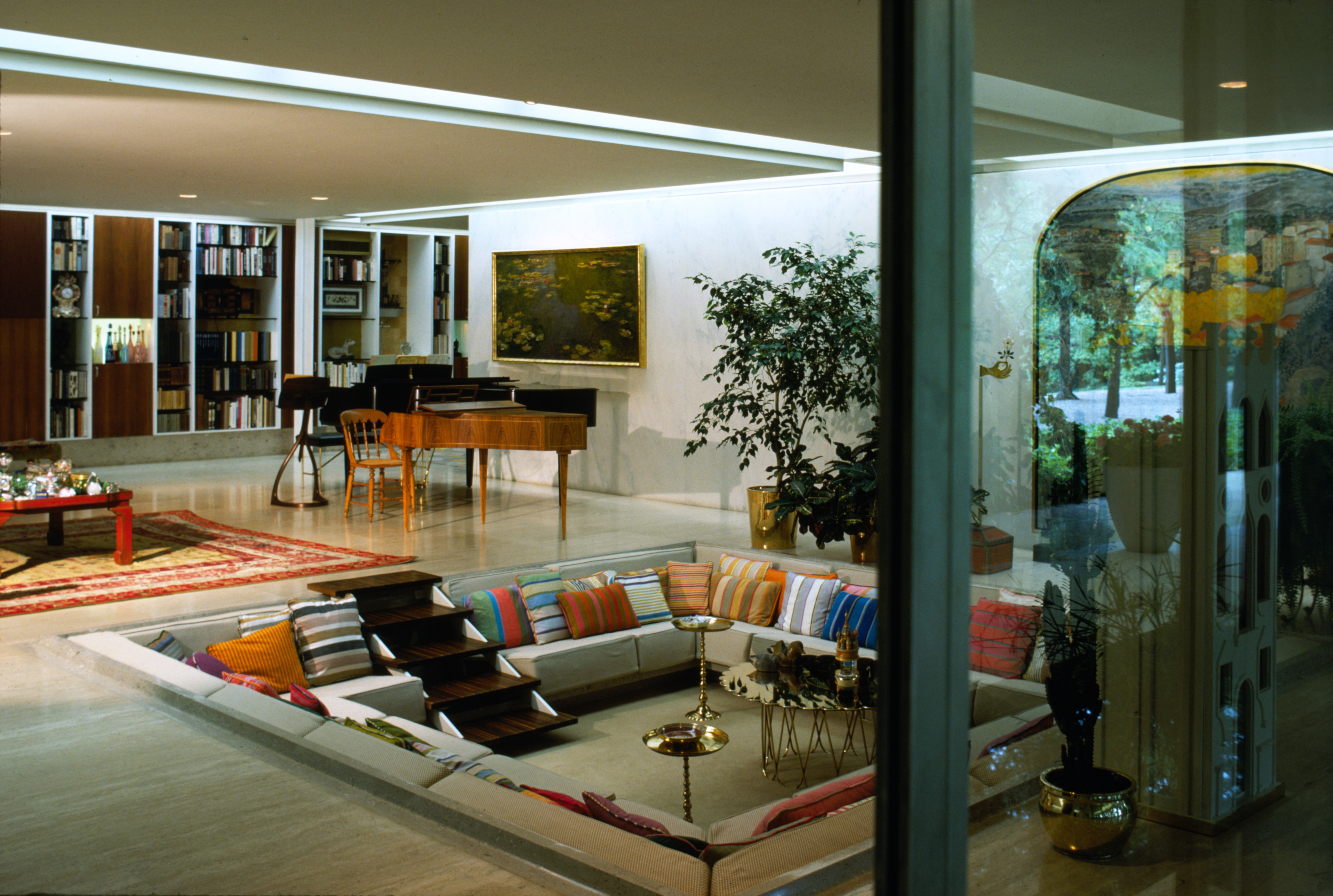
El llamativo y novedoso «pozo de conversación» (conversation pit) de la Casa Miller

El arquitecto y diseñador de interiores Alexander Girard trabajó en estrecha colaboración con los Miller para amueblar la residencia. Se dice que sus elecciones de telas, textiles, muebles y adornos aportan calidez y color a la rectilinealidad y geometría de la casa.
Girard diseñó una pared de almacenamiento de 50 pies compuesta de gabinetes, estanterías y nichos que permiten que el equipo permanezca oculto mientras se pueden exhibir los objetos eclécticos de los Miller. Algunos de estos objetos incluían arte popular de México, Asia y Europa del Este. Diseñó patrones para muchas de las cortinas de la casa, así como varias alfombras. Uno de estos últimos está compuesto por emblemas que representan la historia y los intereses familiares. Sus diseños de cojines para las sillas del comedor tienen las iniciales de los miembros de la familia. A Girard se le atribuye haber sugerido la idea del pozo de conversación, que elimina la apariencia de asientos abarrotados en la amplia sala de estar, reforzando la linealidad de la arquitectura.